# Breakwater Rocks
Die Breakwater Rocks (von englisch breakwater ‚Wellenbrecher, Buhne‘) sind eine Gruppe von Rifffelsen vor der Nordküste Südgeorgiens. Sie erstrecken sich über den südlichen Teil der Einfahrt zum Boat Harbour im Jason Harbour.
Den Namen The Breakwater erhielt die Gruppe vermutlich bei der Vermessung des Jason Harbour im Jahr 1929 durch Lieutenant Commander John M. Chaplin (1888–1977) von der Royal Navy, Leiter der hydrographischen Vermessungsmannschaft auf Südgeorgien von 1928 bis 1930. Das UK Antarctic Place-Names Committee nahm 1957 eine Anpassung dieser Benennung vor, nachdem Vermessungen des South Georgia Survey zwischen 1956 und 1957 ergeben hatten, dass die Felsen nicht linear, sondern in einer Gruppe angeordnet sind.